# João Gabriel Santos Souza
João Gabriel Santos Souza (né le 6 novembre 1984 à Santo Amaro, São Paulo) est un athlète brésilien, spécialiste du saut à la perche.
Son club est l'Esporte Club Pinheiros.
Le 29 juin 2013 à São Paulo il bat son record personnel en 5,61 m. Il obtient la médaille de bronze lors des Championnats d'Amérique du Sud d'athlétisme 2013 en 5,40 m.